# Sphagnum pulchrum
Sphagnum pulchrum là một loài rêu trong họ Sphagnaceae. Loài này được (Lindb.) Warnst. mô tả khoa học đầu tiên năm 1900.